# Terri Sewell
Pour les articles homonymes, voir Sewell.
Terri Sewell, née le 1er janvier 1965 à Huntsville dans l'Alabama, est une femme politique américaine. Membre du Parti démocrate, elle est représentante du 7e district de l'Alabama depuis 2011.

## Biographie
Terri Sewell est née à Huntsville, dans l'Alabama. Elle a notamment étudié à Princeton, où elle a connu la future première dame Michelle Obama et réalisé des stages chez les sénateurs démocrates Howard Heflin et Richard Shelby (qui deviendra un membre du Parti Républicain en 1994). Diplômée de Princeton et de la faculté de droit de Harvard, elle travaille d'abord comme avocate en finances publiques.
En 2010, le représentant démocrate sortant, Artur Davis, est candidat au poste de gouverneur et son siège très démocrate devient donc vacant. Sewell est candidate, arrivant première de quatre candidats de la primaire démocrate avec 36,8% des voix. Au second tour, elle l'emporte avec 55% des voix contre Sheila Smoot et devient la candidate démocrate pour l'élection générale de novembre, lors de laquelle elle défait son adversaire républicain avec 72,4% des voix. Elle et Martha Roby, élue la même année, sont les premières femmes que l'Alabama envoie à la Chambre lors d'élections ordinaires. Elle est aussi la première femme afro-américaine à avoir été élue au Congrès des États-Unis pour l'Alabama. Sewell a été réélue en 2012, 2014, 2016, 2018, 2020, 2022 et 2024. De 2011 à 2017, et de nouveau depuis 2021, elle est la seule démocrate des parlementaires fédéraux de l'Alabama (7 représentants et 2 sénateurs).